# A Cottage on Dartmoor
A Cottage on Dartmoor (englisch für „Ein Landhaus in Dartmoor“) ist ein stummes Kriminaldrama, das Anthony Asquith 1929 für British Instructional Films (BIF) nach einem Drehbuch realisierte, das auf einer Geschichte von Herbert Price fußte. Der deutsche Schauspieler Hans Adalbert Schlettow und der Schwede Uno Henning spielten darin die männlichen Hauptrollen. A Cottage on Dartmoor war der letzte von vier stummen Filmen Asquiths. Er entstand an der Schwelle von der Stummfilm- zur Tonfilmzeit, was im Film selbst reflektiert wird.

## Handlung
Die Geschichte wird in Rückblenden erzählt:
Barbiergehilfe Joe ist verliebt in Sally, eine Maniküre, die mit ihm im selben Frisiersalon arbeitet. Die aber interessiert sich nicht sonderlich für ihn und widersetzt sich daher seinen Annäherungsversuchen. Als der Farmer Harry aus Dartmoor in den Laden kommt, um sich maniküren zu lassen, findet sie die Zeit, sich länger mit ihm abzugeben. Joe reagiert eifersüchtig und folgt den beiden, als sie ein Kino besuchen. Doch als Sally eines Tages mit einem Verlobungsring am Finger zur Arbeit kommt, hält es Joe nicht mehr aus. Unglücklicherweise kommt Harry gerade in dem Moment ins Geschäft und bittet Joe, ihn zu rasieren. Der setzt ihm das blanke Rasiermesser bedrohlich an die Kehle, woraufhin er verhaftet und wegen Mordversuchs ins Gefängnis gesteckt wird.
Während Joe seine Strafe in der einsamen Hochsicherheits-Haftanstalt Dartmoor absitzt, leben Sally und Harry in dessen Hütte und haben einen kleinen Sohn. Als es Joe gelingt, frei zu kommen, taucht er unversehens bei ihnen auf, nachdem er sich durch die düstere Landschaft von Dartmoor gekämpft hat. Sally empfindet so etwas wie Reue über ihre Rolle, die sie bei Joes Verurteilung spielte, und bietet ihm an, ihn zu verstecken. Auch mit Harry kommt eine umständliche, aber ehrlich gemeinte Versöhnung zustande, die darin gipfelt, dass Harry ihm Hilfe bei der Flucht anbietet. Doch als es so weit ist, gibt Joe das Vorhaben auf und macht durch sein Verhalten die Polizisten auf sich aufmerksam, die daraufhin das Feuer auf ihn eröffnen. Tödlich getroffen stirbt er in Sallys Armen.

## Hintergrund
Außenaufnahmen wurden in Dartmoor, Innenszenen in den Welwyn Studios in London gedreht. Die Photographie lag in den Händen von Stanley Rodwell, dem Axel Lindblom assistierte. Das Bühnenbild schufen Ian Campbell-Gray und Arthur B. Woods. Für die continuity sorgte Ralph Smart, der Regie assistierte A. Frank Bundy. Die Illustrationsmusik stellte William Hodgson zusammen.
Der schwedische Schauspieler Uno Henning, der den Barbiergehilfen gab, hatte kurz zuvor in Berlin als bolschewistischer Agent Andrej in G. W. Pabsts Die Liebe der Jeanne Ney (1927) reüssiert. Die populäre englische Schauspielerin Norah Baring, welche die Sally spielte, bekam 1930 die Hauptrolle in Alfred Hitchcocks frühem Kriminal-Tonfilm Mord – Sir John greift ein! (Originaltitel Murder!).
A Cottage on Dartmoor, eine Koproduktion der British Instructional mit der schwedischen Biograph Gesellschaft, wurde stumm gedreht, später aber mit Grammophonplatten nachgetont.
Die stumme Fassung kam ab Oktober 1929 in die Kinos, die tönende Fassung am 17. August 1930. Letztere muss als verschollen gelten.
Der Film lief auch in Frankreich und Belgien, Bulgarien, Polen und Russland, in Übersee auch in Brasilien und den Vereinigten Staaten, wo er am 11. April 1930 unter dem Titel Escape from Dartmoor erstaufgeführt wurde. In Schweden wurde er unter dem Titel Fängen 53 in einer umgearbeiteten Fassung gezeigt, die auf die Rückblenden des britischen Originals verzichtete.

## Rezeption
In der Übergangszeit, in welcher A Cottage on Dartmoor spielt, wurden in vielen Kinos noch abwechselnd Stummfilme und talkies gezeigt.
Im Film spielt eine Szene in einem Kino, auf dessen Programm ein stummer und ein tönender Film angekündigt sind. Während des stummen Films, der von den Musikern einer Kinokapelle begleitet wird, sieht man das Publikum lebhaften Anteil nehmen und hellauf lachen, doch als der Tonfilm beginnt, verfällt es in Schweigen und emotionslose Passivität. Man hat das als Asquith’s Reaktion auf das nahe Ende des Stummfilms gedeutet.
„Mehr Hitchcock als Hitchcock selbst (a film who out-hitchcocks Hitchcock, wie ein Kritiker schrieb) ist Anthony Asquiths stimmungsvoller Stummfilm A Cottage on Dartmoor (GB/Schweden 1929), der die Geschichte eines schüchternen Friseurlehrlings und seiner unglücklichen Liebe zu einer Frau erzählt. Ähnlich wie Hitchcock in ‚The Lodger‘ arbeitete Asquith hier mit einer modernistischen Montage, die sich gut zur expressionistischen Ausstattung dieses zu Unrecht wenig beachteten Meisterwerks fügt.“ (Arsenal, Berlin, März 2007)
Regisseur Asquith war „stilistisch sehr versiert“ und „spielte souverän unterschiedliche Erzähltechniken durch. Die Landschaftsaufnahmen mit ihren dramatischen Wolkenbildern erinnern an das skandinavische Kino. Einige Innenszenen sind mit leichter Hand wie in einer französischen Komödie inszeniert; andere haben den unheimlichen Touch des expressionistischen Kinos.“ (arte.tv)
„Die romantische Inszenierung der Natur durch Asquith ruft lebhaft die dramatischen Gemälde eines Caspar David Friedrich vor Augen.“ (Anna Siemiaczko) Unverkennbar hatte er aus der reichen Europäischen Stummfilm-Tradition zu schöpfen gelernt.
Wiederaufführungen:
In Amerika kam der Film bereits 2007 auf DVD heraus, in Großbritannien erst ein Jahr später, herausgegeben durch das British Film Institute (BFI).
Das kommunale Kino Filmhaus in Nürnberg zeigte Ein Landhaus in Dartmoor am Sonntag, den 29. November 2009 um 18.15 Uhr, live am Klavier begleitet von D. Meyer.
Das Filmarchiv Austria präsentierte den Film im Rahmen seiner Retrospektive „The Last Silents – Letzte Meisterwerke des Stummfilms“ in österreichischer Erstaufführung am Donnerstag, den 22. Dezember 2016 um 21 Uhr im Metro Kino Kulturhaus mit Live-Musikbegleitung von Gerhard Gruber.
Der 1959 im badischen Rastatt geborene Jazz-Pianist Peter Reiter-Schaub hat zu dem Film „eine stimmige Ensemblemusik geschrieben, die der vielseitigen Stilistik des Films sehr eng folgt.“ Der Kulturkanal Arte strahlte den Film am Montag, den 14. November 2016 um 23:30 Uhr im Deutschen Fernsehen in restaurierter Fassung mit der neuen Musik von Peter Reiter-Schaub aus.